# Grand voyer (France)
Pour les articles homonymes, voir Grand voyer.
Le grand voyer de France était, pendant l’Ancien Régime, celui des grands officiers de la couronne de France qui était responsable des routes royales, des alignements urbains, des places publiques, de l’embellissement des villes en général. Il coordonnait tous les voyers de France.
Cette charge fut créée par Henri IV en mai 1599 et donnée à Sully.

## Histoire

### Origine
Comme dit dans l'Encyclopédie de Diderot : « Voyer : se dit du seigneur qui est propriétaire de la voirie, et qui la tient en fief, ou du juge qui exerce cette partie de la police ; et enfin, de l'officier qui a l'intendance et la direction de la voirie ».
Il y avait chez les Romains quatre voyers, viaecuri, ainsi appelés à viarum curâ, parce qu'ils étaient chargés du soin de tenir les rues et chemins en bon état.  
Il est parlé de voyer et même de sous-voyer, dès le temps d'Henri I, les seigneurs qui tenaient la voirie en fief, établissaient un voyer. 
Mais ces voyers étaient des juges qui exerçaient la moyenne justice appelée alors voirie, plutôt que des officiers préposés pour la police de la voirie proprement dite, et s'ils connaissaient aussi de la voirie, ce n'était que comme faisant partie de la police.

### Dans le Royaume de France
Cette charge a été érigée en grand office de la couronne par Henri IV pour Sully en mai 1599  avant d’être intégrée en 1626 au Bureau des finances. Le grand voyer a « autorité et superintendance sur tous les voyers établis » créés par offices dans les différentes villes du Royaume de France.

### A Paris
Dès 1170, le roi Louis VII crée la charge de voyer pour la ville de Paris. Intégrée dans l’administration municipale, cette fonction d'architecte-voyer est maintenue jusqu'à nos jours.

### En Nouvelle-France
La fonction de grand voyer de la Nouvelle-France, issue de la tradition française, perdure après la chute de l'Ancien Régime à travers le régime britannique, avant d’être abrogé en 1840.